# Municipio de Champotón
El municipio de Champotón (del maya yucateco: Chakán Putum ‘Región de la sabana’), por derivarse de las palabras chakán: sabana y putum (variante de petén): isla, sinónimo de región o comarca, es uno de los trece municipios del estado de Campeche en México. Su cabecera es la homónima Heroica Ciudad de Champotón.

## Localización
El municipio de Champotón se encuentra situado en la zona centro del estado, entre los meridianos 89° 32′ y 91° 08″ de longitud oeste y entre los 17° 49° y 19° 41° de latitud norte de Greenwich.
Limita al norte con los municipios de Campeche y Hopelchén, al sur con el municipio de Escárcega, al este con el municipio de Calakmul y al oeste con el municipio de Carmen y el Golfo de México.

## Localidades
Champotón cuenta con tres juntas municipales: Carrillo Puerto, Sihochac y Hool, además de otras poblaciones, ejidos, congregaciones, rancherías y heredades que constituyen la circunscripción jurisdiccional de la cabecera y secciones municipales.
| Código INEGI      | Localidad                      | Población (2020) |
| ----------------- | ------------------------------ | ---------------- |
| 040040001         | Champotón                      | 35 799           |
| 040040564         | Santo Domingo Kesté            | 4 461            |
| 040040432         | Carrillo Puerto                | 2 934            |
| 040040091         | Ley Federal de Reforma Agraria | 2 896            |
| 040040036         | Sihochac                       | 2 756            |
| 040040047         | Xbacab                         | 1 972            |
| 040040024         | San Pablo Pixtún               | 1 730            |
| 040040191         | Maya Tecún I                   | 1 344            |
| 040040014         | Hool                           | 1 221            |
| 040040016         | La Joya                        | 1 192            |
| 040040192         | Maya Tecún II                  | 1 022            |
| 040040010         | Aquiles Serdán                 | 1 016            |
| Otras localidades | Otras localidades              | 31 901           |
| Total municipal   | Total municipal                | 90 244           |

## Población y datos climatológicos
Conforme al último censo del año 2010 el municipio tiene una población de 83 021 habitantes. Su clima es cálido-húmedo, siendo su temperatura media de 26 °C.